# Roger Wicker
Roger Wicker (Pontotoc, 1951. július 5. –) az Amerikai Egyesült Államok Mississippi államának szenátora.